# Nya studenthuset
Nya studenthuset (finska: Uusi ylioppilastalo) är en byggnad i Gloet (finska: Kluuvi)  i Helsingfors, på Mannerheimvägen 5. Det ritades av arkitekterna Wivi Lönn och Armas Lindgren och färdigställdes 1910. Den officiella invigningen ägde rum den 26 mars 1910. Byggnadsstilen är jugend. Nya studenthuset är ett av Studentkåren vid Helsingfors universitets kårhus i Helsingfors.
Ovanför entrén mot Studentplatsen finns fyra skulpturer gjutna av skulptören Johannes Haapasalo, efter skisser av Armas Lindgren. Skulpturerna visualiserar fyra olika sinnesstämningar, melankolisk, sangvinisk, flegmatisk och kolerisk.

## Historik
Nya studenthuset ritades av arkitekterna Armas Lindgren och Wivi Lönn år 1909. En hiss installerades 1923 i trapphuset mot Mannerheimvägen. Huset byggdes på år 1924 efter ritningar av arkitekterna Armas Lindgren och Bertel Liljeqvist. Samtidigt genomfördes ändringar på samtliga våningsplan. Aino Marsio-Aalto inredde våningsplan sex år 1924. Endast ett fåtal möbler av inredningen finns bevarade, men ursprungliga väggmålningar antas finnas kvar under flera lager av målarfärg.
Utrymmen som tidigare inrymde studentbostäder och hotell har byggts om till kontorslokaler. Från början fanns också en festsal, men den ersattes efter en kort tid med en biograf, först Bio Civis, från år 1929 Bio Bio och från 1982 Illusion. Biografen har sedermera upphört. Studentrestaurangen ersattes efter några år med en vanlig restaurang, som var i drift till 1980, då både den tidigare festsalen och restaurangdelen revs, i samband med byggnadsarbeten på gården. Flera äldre byggnader på gården bevarades när Nya studenthuset byggdes, bland annat Universitetsbiblioteket ritat av Helge Rancken. Husen på gården revs 1950 för att bereda plats åt nya, moderna affärsbyggnader, som uppfördes 1953-1955. 
Det finns en plan att bygga ihop intilliggande Hotell Seurahuone med delar av Nya studenthuset till ett nytt storhotell, Grand Hansa Hotel. Det nya hotellet, som ska ingå i hotellkedjan Hyatt förväntas stå klart 2022.

## Bildgalleri

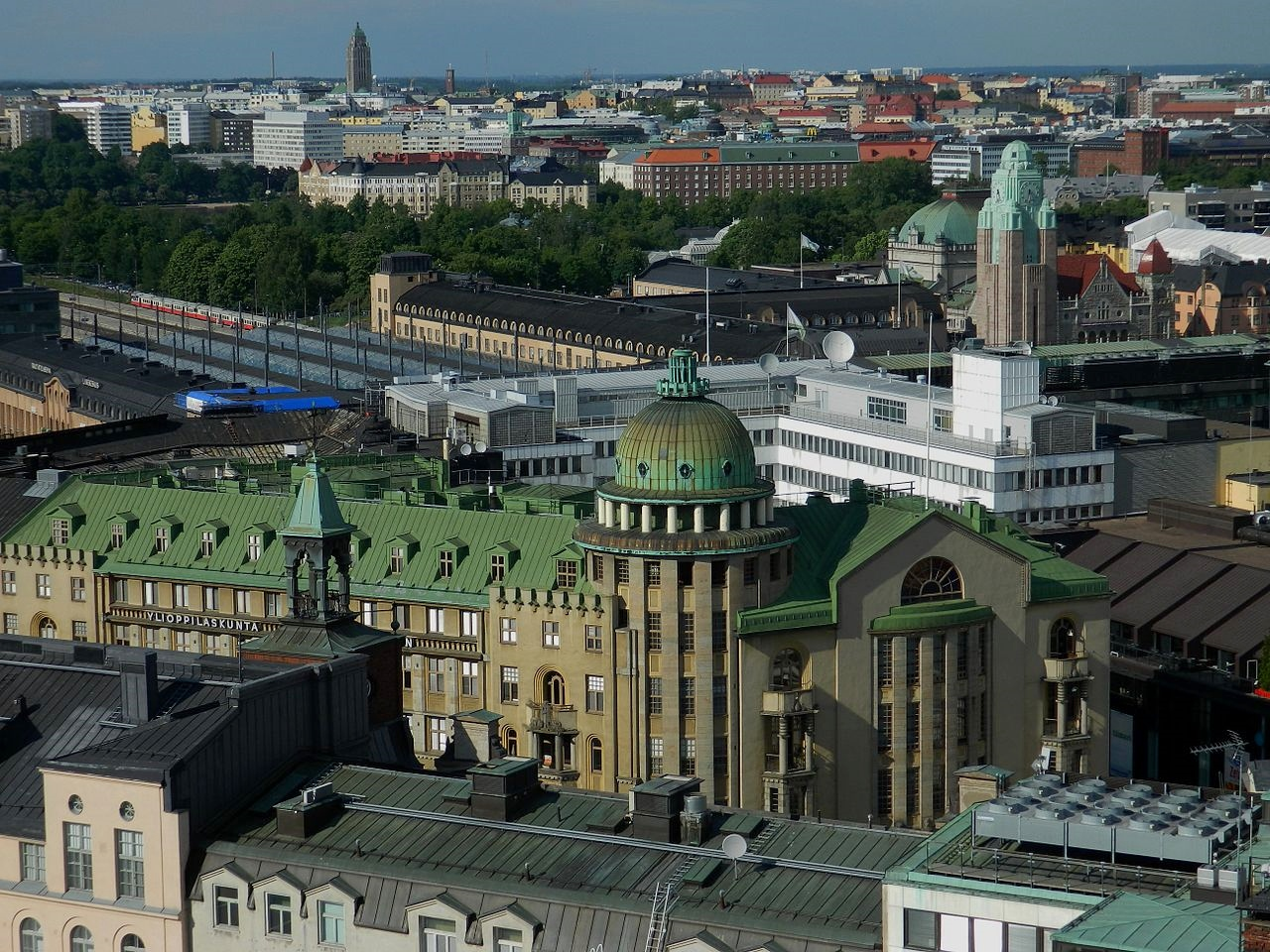
Nya studenthuset i mitten, med ett grönt tak. Bilden är tagen från Hotell Torni.
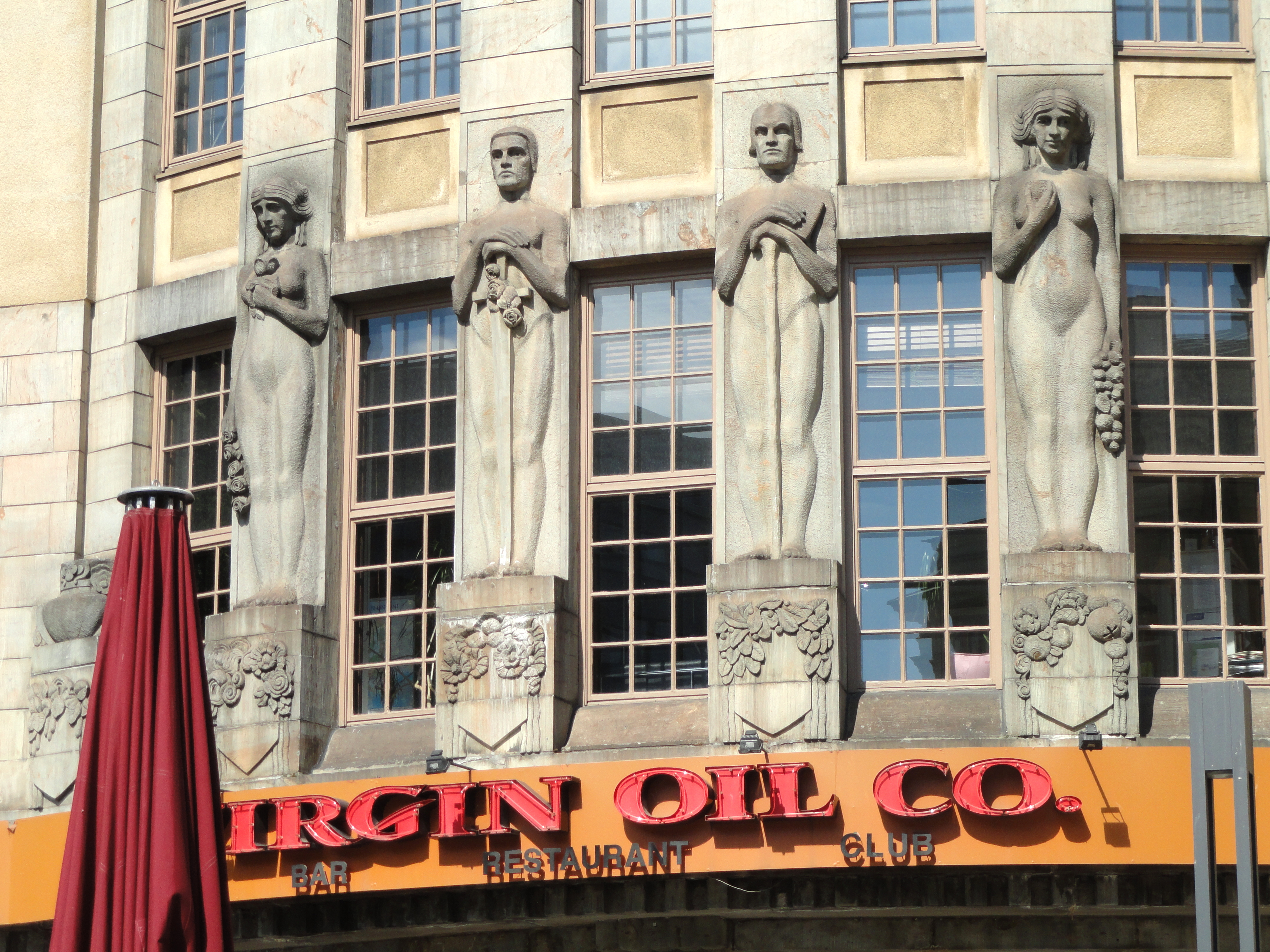
Skulpturer av Johannes Haapasalo.
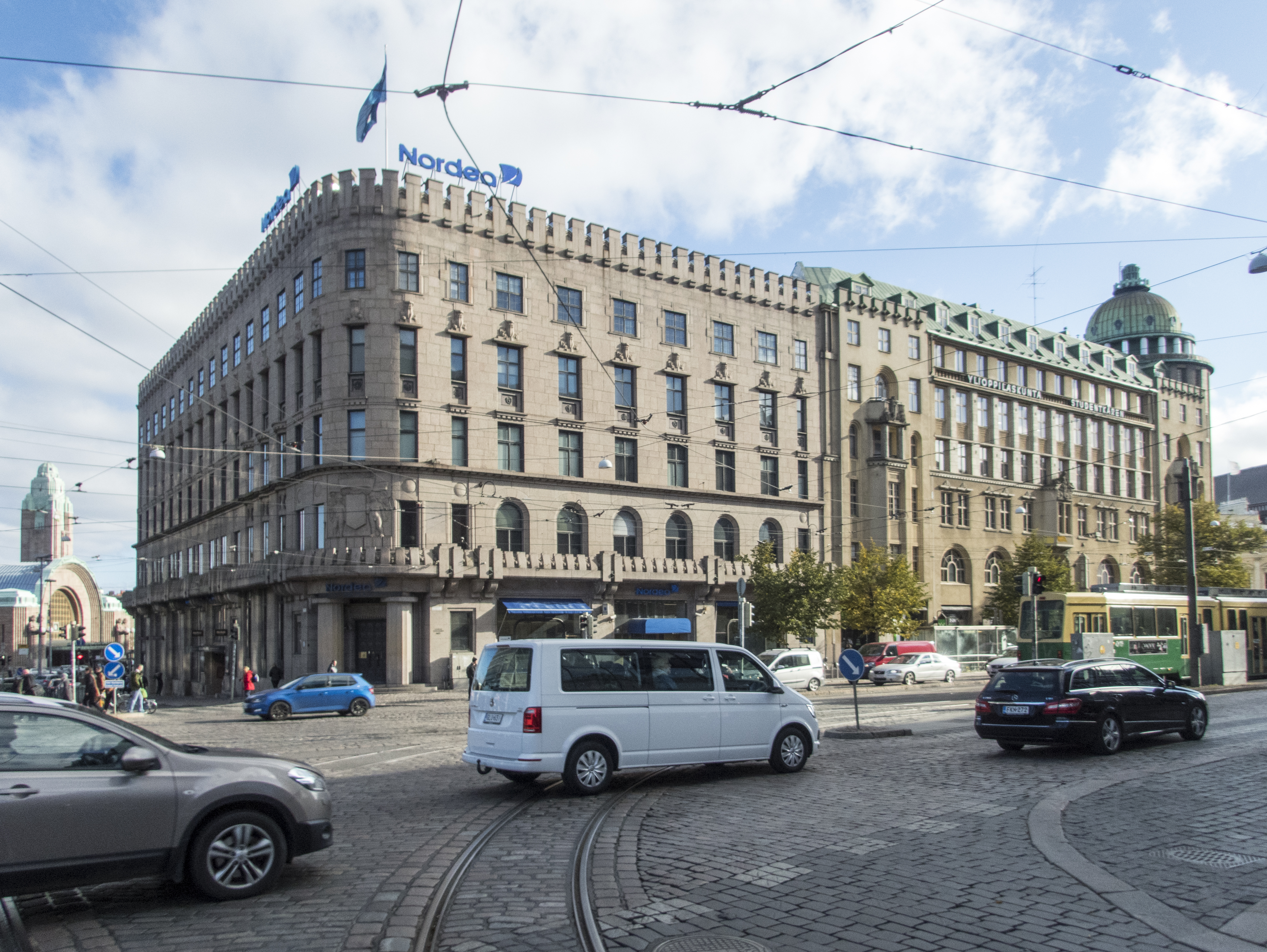
Mannerheimvägen 7-5, Helsingfors. Nya Studenthuset på höger sida.